# 表六甲ドライブウェイ

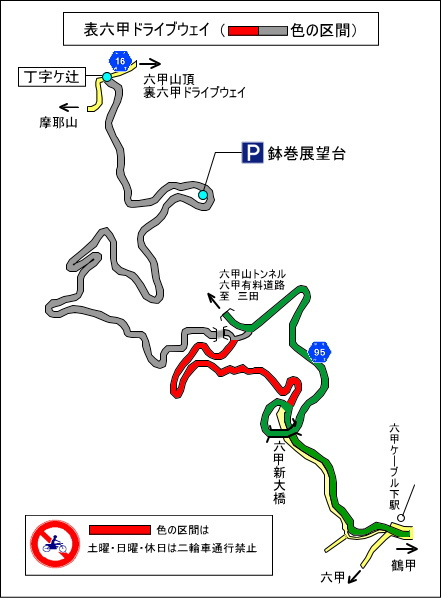

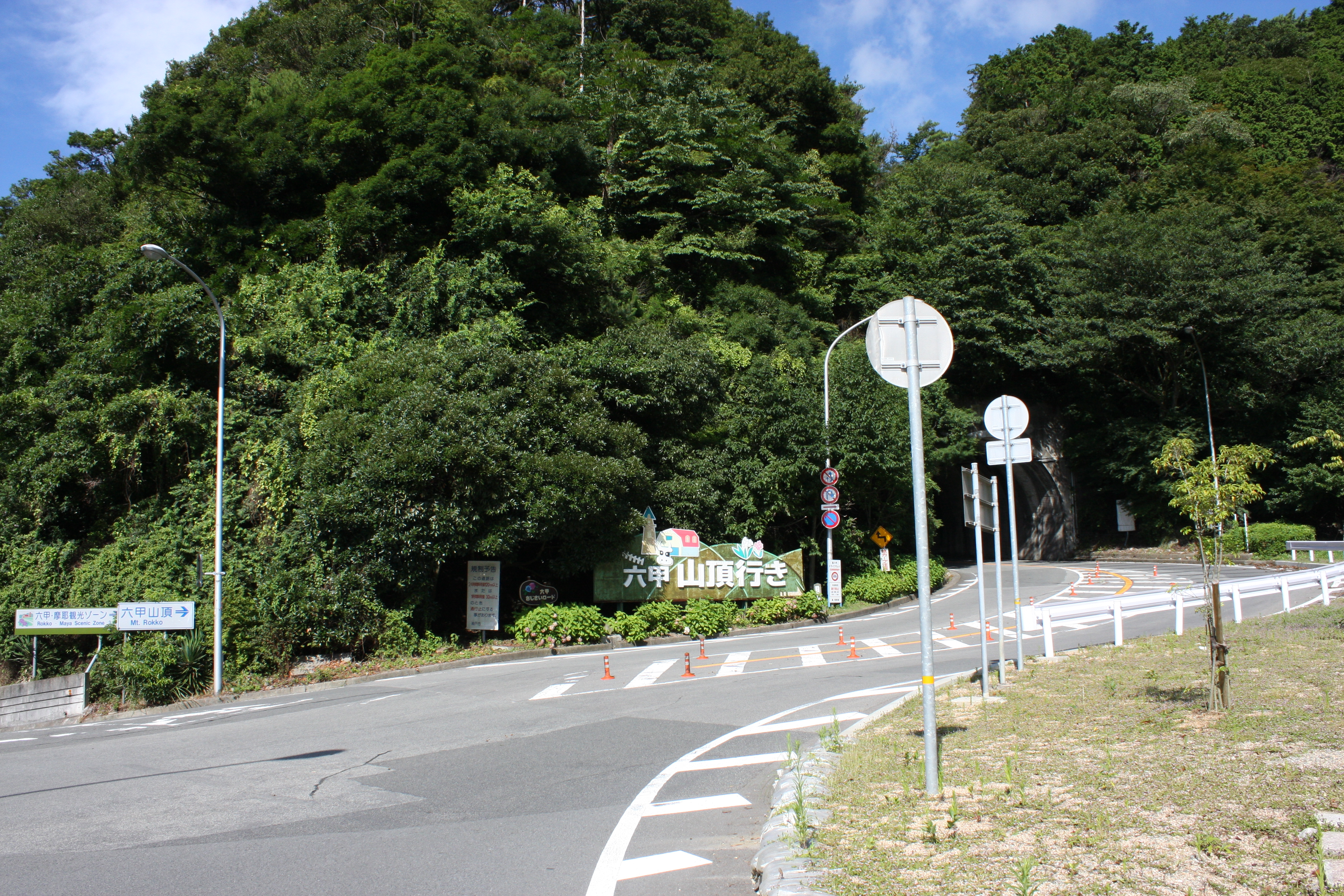
表六甲ドライブウェイ旧料金所付近

表六甲ドライブウェイ（おもてろっこうドライブウェイ）は、神戸市灘区鶴甲と、同区六甲山を結ぶ道路である。元々は裏六甲ドライブウェイとともに有料道路であったが、2002年6月1日に無料化された。料金所は六甲山トンネル南側料金所の隣にあった。
現在、ローリング族対策のため、一部区間で土曜・日曜・休日に二輪車の通行が禁止されている。

## 路線バス
2023年3月19日をもってこの道路を通る路線は廃止。廃止直前は往復１便のみ。
- 阪急バス（芦屋浜営業所）系統番号なし
  - 阪急六甲 - 丁字ヶ辻 - 六甲山ホテル前 - 記念碑台
  - 阪急六甲 - 丁字ヶ辻 - 六甲ケーブル山上駅 - 丁字ヶ辻 - 六甲山牧場 - 摩耶ロープウェー山上駅[1]
  - 阪急六甲 - 丁字ヶ辻 - 六甲山牧場 - 摩耶ロープウェー山上駅[2]

## 接続道路
- 六甲山トンネル
- 兵庫県道95号灘三田線
- 六甲有料道路
- 兵庫県道16号明石神戸宝塚線